# 수에비 왕국
수에비 왕국(라틴어: Regnum Suevorum)은 게르만족의 일파인 수에비족이 이베리아반도 북부(현재의 갈리시아 지방과 포르투갈 북부)에 세운 왕국이다. 585년 서고트 왕국에 정복당해 멸망했다.

## 같이 보기
- 수에비
- 게르만족